# 山口村 (和歌山県)
山口村（やまぐちむら）は、和歌山県海草郡にあった村。旧名草郡。

## 歴史
- 1889年（明治22年）4月1日 - 明治大合併の村制施行により名草郡山口村となる。
- 1896年（明治29年）4月1日 - 郡の統合により名草郡が海部郡と合併して海草郡となる[1]。
- 1959年（昭和34年）1月1日 - 市町村合併により和歌山市へ編入。

## 村長
- 初代 山口良一 (初代)

## 経済
農業
『大日本篤農家名鑑』によれば、山口村の篤農家は「中本平三郎、松波勝右衛門、藤井猛一、明渡篤三郎」などである。

## 出身・ゆかりのある人物
- 谷口良一 (2代)（和歌山県多額納税者、酒造業[3]）
- 山口孫七（和歌山県多額納税者、農業[3]、酒造業、銀行家） - 元・紀伊貯蓄銀行頭取。
- 山口孫一（銀行家） - 元・紀陽銀行頭取。